# Georgia Beikoff
Georgia Beikoff (nacida el 13 de mayo de 1993) es una competidora de atletismo paralímpica australiana. En los Juegos Paralímpicos de Londres 2012, ganó una medalla de bronce en el lanzamiento de jabalina femenino clase - F37/38.

## Vida personal
Beikoff nació el 13 de mayo de 1993, y es de Valentín, Nueva Gales del Sur. Se graduó en el Colegio Cristiano de San Felipe en 2011.  A partir de 2012, siguió estudiando.
Beikoff tiene parálisis cerebral leve. Jugó al cricket para los Newcastle Breakers, donde era una jugadora de bolos de velocidad media. Fue parte del equipo de desarrollo del cricket de Nueva Gales del Sur.  También jugó al fútbol en el equipo juvenil femenino del  Valentín Phoenix.  Dejó ambos deportes para dedicarse al atletismo.

## Atletismo

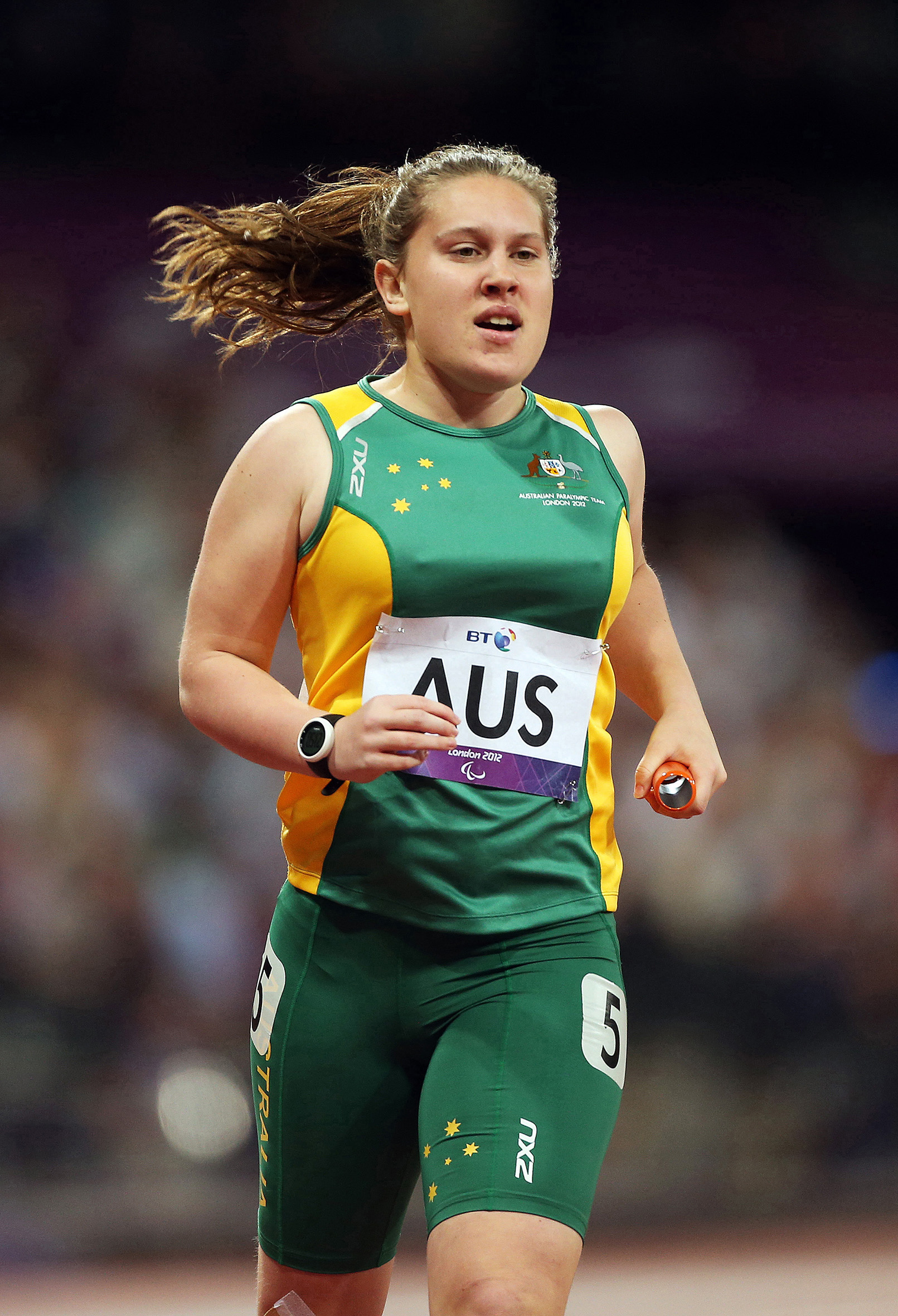
Beikoff en los JUegos Paralímpicos de Londres 2012.

Beikoff es una competidora de atletismo clasificado T37, especializado en la jabalina T37-38 y el relevo femenino T35-38 de 4 x 100 metros. Obtuvo una beca de atletismo en el Instituto de Deportes de Nueva Gales del Sur. Empezó a competir en 2008 después de ser identificado en un evento del Día de Búsqueda de Talento Paralímpico Australiano.
Consiguió ser la primera en la jabalina en el Campeonato Nacional de Atletismo de Australia de 2010. En el Clásico de Pista de Sídney 2011, terminó cuarta en la prueba de 100 metros con un tiempo de 15,44 segundos.  En el Clásico de Pista de Melbourne de la IAAF de 2011, terminó tercera en la prueba de 100 metros con un tiempo de 15,42. En el Campeonato de Atletismo de Australia de 2011, terminó segunda en la prueba de 100 metros y cuarta en la de lanzamiento de jabalina con una distancia de 23,92 metros. Representó a Australia por primera vez en 2011 en el Campeonato Mundial de Atletismo del IPC. En el evento, ella ancló el equipo de relevos de Australia de 4 × 100 m. Compitiendo en el evento de jabalina, terminó séptima de trece. Compitió en el Campeonato de Atletismo de Australia de 2012 en el evento ambulante de lanzamiento de jabalina femenino, terminando tercera con una distancia de 27,89 metros.
Fue seleccionada para representar a Australia en los  Juegos Paralímpicos de Londres 2012 en atletismo. Beikoff compitió en las pruebas de jabalina femenina T37-38 y en las de 4 × 100 m T35-38. En la jabalina, logró una marca personal en su primer intento de 29,84 metros, sorprendiéndose a sí misma con el resultado de una medalla de bronce.